# Los Pitufos
Los Pitufos (en el original francés: Les Schtroumpfs; neerlandés: De Smurfen) es una serie de historietas juveniles belgas creada por Peyo en 1958 que cuenta la historia de un pueblo imaginario de pequeñas criaturas azules que viven en un pueblo de hongos en medio de un vasto bosque. Los primeros dieciséis álbumes fueron publicados por su autor. Desde su muerte el 24 de diciembre de 1992, su hijo se ha encargado de la edición de nuevos álbumes.
Para 2013 se habían vendido 25 millones de álbumes de Los Pitufos en todo el mundo, así como 300 millones de figuritas, 40 millones de CD y 8 millones de DVD.
En el cine alcanzó más de 560 millones de dólares en ingresos por la primera película homónima, mezclando animación y acción real, en 2011. En 2013 Los Pitufos 2 sumó 347,5 millones de dólares recaudados en todo el mundo. La tercera adaptación, Los Pitufos en la Aldea Perdida, estrenada en 2017 y que se basa exclusivamente en imágenes generadas por computadora, recaudó 197,2 millones de dólares en ingresos en todo el mundo.
También han visto la luz otros proyectos como Smurfs On Ice, Les Schtroumpfs Le Spectacle Musical o la exposición La Schtroumpf Experience, que atrae a 240 000 visitantes y está nominada a los Visit Brussels Awards.
A nivel mundial, Los Pitufos son considerados íconos culturales intergeneracionales, mientras que se encuentran entre los más grandes héroes de la cultura pop internacional. Como los cuentos de hadas, Tintín, Babar, Asterix o Los Barbapapas antes que ellos, han sido objeto de interpretaciones políticas y análisis sociológicos. Las preguntas principales de esta orden fueron «¿es comunista la sociedad de los pitufos?» o «¿por qué sólo hay un pitufo femenino en el pueblo?».

## Temática

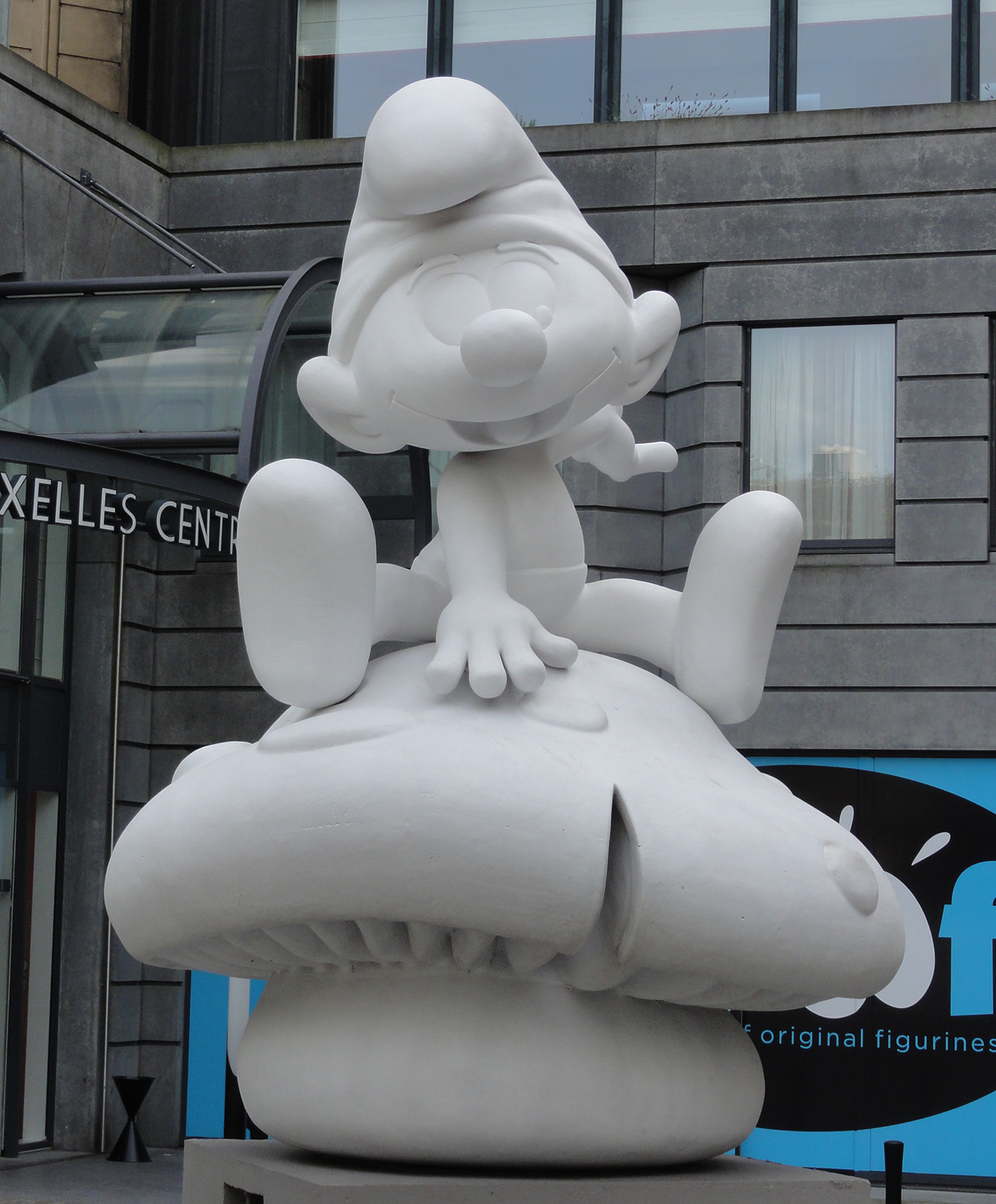
Estatua de un pitufo del artista australiano Steve Collis

Todos los álbumes cuentan la vida de los Pitufos en su pueblo en el corazón de un bosque imaginario de Europa durante una Edad Media mitificada, defendiéndose del mago Gargamel y su gato Azraël o emprendiendo grandes aventuras. Toda la tribu vive en casas de hongos, en un pequeño pueblo en el corazón del bosque. Los Pitufos son pequeños y celestes con una cola redonda. Están vestidos con un gorro frigio y medias blancas, con la excepción de su líder, Papá Pitufo vestido de rojo, o algunos otros Pitufos, como Handyman Smurf, Farmer Smurf o Wild Smurf.

## Denominación
El nombre original de los pitufos en francés es Schtroumpfs. Durante una comida en 1957, Peyo habría pedido a su amigo, el caricaturista André Franquin, que le pasara un salero pero, olvidando la palabra, lo habría llamado schtroumpf —«¡Pásame... el schtroumpf!»—. Se ha sugerido que la palabra francesa puede haber derivado de la palabra en alemán stroumpf que en el argot de los soldados alemanes significaba «idiota». En holandés, y por extensión en inglés, la palabra se ha traducido como «Smurf».
Su nombre en español se le ocurrió a Miguel Agustí, redactor jefe de la revista Strong, donde fueron publicados por vez primera en castellano en 1969. Durante más de un mes estuvo buscando un nombre que pudiera conjugarse hasta que recordó el personaje de Patufet, figura emblemática del folclore catalán (y el nombre de una célebre revista infantil de preguerra en catalán). De ahí derivó el nombre de Los Pitufos, que se mantendría en las siguientes versiones españolas (menos en TBO, donde aparecieron brevemente a mediados de los 70 rebautizados como Los Tebeítos).

## Autores

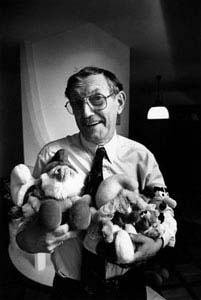
Peyo (1990)

### Estudio original de Peyo
El diseñador de la serie y del universo de Los Pitufos es el autor belga francófono Peyo, cuyo verdadero nombre es Pierre Culliford. Nacido en 1928, diseñó Los Pitufos en 1958. Es conocido por esta serie. Fue el escritor y diseñador de varios de los primeros 16 álbumes de la serie.
Para ayudarlo en su realización, en 1964 fundó un estudio en su propia residencia. Walthéry, de apenas 17 años, fue el primer asistente del maestro y participó en los dibujos del tercer álbum. Ante su talento, se le encomendará la dirección de otras series creadas por Peyo: Jacky y Célestin, luego Benoît Brisefer. Es Derib, luego Gos quienes serán los nuevos codiseñadores de los siguientes álbumes. Gos participó en el guion y dibujo del tomo 5 en 1969, así como en el guion del tomo 6. Marc Wasterlain también formó parte del estudio de Peyo, contribuyendo notablemente al dibujo del duodécimo álbum. Estos diferentes asistentes luego lanzarían su propia serie exitosa.
El coautor responsable de los guiones durante este período fundacional fue Yvan Delporte, redactor jefe del diario Spirou de 1956 a 1968, quien participó en 8 de los 10 primeros álbumes, publicados entre 1965 y 1983.
Tras la salida de Éditions Dupuis a finales de la década de 1980, Peyo lanzó un periódico Les Schtroumpfs. La oportunidad de componer un nuevo estudio: junto a Daniel Desorgher, que estaba a cargo de los productos derivados, se reclutaron varios diseñadores: Jean-Luc Van de Walle, José Grandmont, Philippe Delzenne, Alain Maury e incluso Bernard Swysen. Este último ayuda a Peyo a dibujar el tomo 14, publicado en enero de 1990.

## Personajes deLas Pitufas
- Pitufisauce
- Pitufitormenta
- Pitufina
- Pituretoño
- Pitufieneldo
- Pitufiflor
- Pitufijade
- Pitufilirio - Trabaja haciendo waffles en forma de corazón y con su foodtruck.
- Pitufimargarita
- Pitufimelodía

- Pitufimiel
- Pitufigeranio Gargamel
- Azalea Azrael

## Personajes dePitufibanda
- Meteoríca - Batería
- Pitufo Estrella - Canta
- Pitufo Rockero - Toca el Bajo

## Personajes deLos Pitufosy otros 2 más
- El Mago Caramel Bueno y su Gato Marshmellow Bueno vienen del

universo Real
- Papa Pitufo
- Pitufo Filósofo
- Pitufo Fortachón
- Pitufo Armonía - Toca la trompeta
- Pitufo Pregonero - Toca el tambor
- Pitufo Bromista
- Pitufo Debilucho
- Pitufo Curioso
- Pitufo Periodista
- Pitufo Editor
- Pitufo Goloso
- Pitufo Gruñón
- Pitufo Labrador
- Pitufo Carpintero
- Pitufo Miedoso
- Pitufo Chef
- Pitufo Perezoso
- Pitufo Pintor
- Pitufo Pintor Amarillo
- Pitufo Pintor Azul
- Pitufo Poeta
- Pitufo Salvaje
- Pitufo Sastre
- Pitufo Tontín son Pitufibomberos
- Pitufo Torpe son Pitufibomberos
- Pitufo Tímido
- Pitufo Vanidoso

## Trayectoria
Los pitufos hicieron su aparición, como estrictos secundarios, en el episodio La Flûte à Six schtroumpfs, publicado en los números 1047 a 1086 del semanario Le Journal de Spirou, de la serie Johan y Pirluit. En este episodio, Pirlouit encuentra una flauta mágica que le roban más tarde y, ante la necesidad de hacerse con otra, el mago Homnibus envía a los dos amigos a una tierra desconocida, el País Maldito, en donde viven los Pitufos.
En La Guerre des Sept Fontaines (1959), Peyo volvió a introducir a los pitufos de forma prudencial, aunque anecdótica. Los pitufos tenían un gran éxito y con Los pitufos negros inauguraron en julio de ese año una colección de minirrelatos incluidos con Le Journal de Spirou:
| Publicación original | Título original          | Título en español         | Guionista           | Dibujante |
| -------------------- | ------------------------ | ------------------------- | ------------------- | --------- |
| 1959                 | Les Schtroumpfs noirs    | Los pitufos negros        | Peyo                | Peyo      |
| 1959                 | Le voleur de Schtroumpfs | El ladrón de pitufos      | Peyo                | Peyo      |
| 1960                 | L'Œuf et les Schtroumpfs | Los pitufos y el huevo    | Peyo                | Peyo      |
| 1961                 | Le faux Schtroumpf       | El falso pitufo           | Peyo                | Peyo      |
| 1961                 | La faim des Schtroumpfs  | Los pitufos tienen hambre | Peyo                | Peyo      |
| 1962                 | Le centième Schtroumpf   | El pitufo número 100      | Yvan Delporte, Peyo | Peyo      |
| 1963                 | Le Schtroumpf volant     | El pitufo volador         | Yvan Delporte, Peyo | Peyo      |

En enero de 1960, La Flûte à Six Trous se editó en álbum con el título de La Flûte à Six Schtroumpfs (La Flauta de los Seis Pitufos), prueba de las tendencias del mercado. Peyo creyó poder prescindir de ellos en el siguiente episodio de Johan y Pirlouit, L'Anneau des Castellac, iniciado en agosto de ese año, pero el experimento no fue satisfactorio, ya que las ventas de los episodios «con pitufos» superaban a las de «sin pitufos», como le hizo notar el editor.
En el duodécimo episodio de Johan y Pirlouit, Le Pays Maudit (1964), los Pitufos están omnipresentes en la historia, de principio a fin. Se habían hecho tan populares que provocarían la desaparición casi total de Johan et Pirlouit, ante la falta de tiempo de su creador para dedicarse a ella por entero.
Sin embargo, no fue hasta 1963, con la historieta Pitufofonía en do, que los pitufos empezaron a aparecer de forma serializada en Spirou, además de en álbumes publicitarios.
| Publicación original | Título original                              | Título en español                                       | Guionista           | Dibujante |
| -------------------- | -------------------------------------------- | ------------------------------------------------------- | ------------------- | --------- |
| 1963                 | Schtroumpfonie en ut                         | Pitufofonía en do / La orquesta pitufal                 | Yvan Delporte, Peyo | Peyo      |
| 1964                 | Le Schtroumpfissime                          | El pitufísimo / El rey pitufo                           | Yvan Delporte, Peyo | Peyo      |
| 1966                 | La Schtroumpfette                            | La Pitufita / La Pitufina                               | Peyo                | Peyo      |
| 1967                 | Le cosmoschtroumpf                           | El cosmopitufo                                          | Peyo                | Peyo      |
| 1967                 | Pâques schtroumpfantes                       | Pascua pitufante                                        | Peyo                | Peyo      |
| 1968                 | Pièges à Schtroumpfs                         | Trampas para pitufos                                    | Peyo                | Peyo      |
| 1968                 | Les Schtroumpfs et le Cracoucass             | Los pitufos y el Cracoucas / Los Pitufos y el Ketekasko | Peyo, Gos           | Peyo      |
| 1969                 | Un Schtroumpf pas comme les autres           | El pitufo diferente                                     | Peyo                | Peyo      |
| 1969                 | Le schtroumpfeur de pluie                    | El pitufador de lluvia                                  | Peyo, Gos, Delporte | Peyo      |
| 1970                 | L’apprenti Schtroumpf                        | El aprendiz de pitufo                                   | Peyo                | Peyo      |
| 1972                 | Schtroumpf vert et vert Schtroumpf           | Pitufo verde y verde pitufo                             | Peyo, Delporte      | Peyo      |
| 1976                 | La soupe aux Schtroumpfs                     | Sopa de pitufos                                         | Peyo                | Peyo      |
| 1980 (1988)          | Benco et les Schtroumpfs Le schtroumpf robot | El pitufo robot / Robotín                               | Peyo                | Peyo      |
| 1980                 | Le schtroumpf olympique                      | Los pitufos olímpicos                                   | Peyo                | Peyo      |
| 1982                 | Le jardín des Schtroumpfs                    | El jardín de los pitufos                                | Peyo                | Peyo      |
| 1982                 | Le Schtroumpf bricoleur                      | El pitufo carpintero                                    | Peyo                | Peyo      |
| 1983                 | Les Schtroumpfs et le grand lapin            |                                                         | Peyo                | Peyo      |
| 1982                 | Bon anniverschtroumpf                        |                                                         | Peyo                | Peyo      |
| 1983                 | Une fête schtroumpfante                      | Una fiesta pitufal                                      | Peyo                | Peyo      |
| 1983                 | La Peinture schtroumpf                       | La pintura pitufa                                       | Peyo                | Peyo      |
| 1984                 | Le Bébé Schtroumpf                           | El bebé pitufo                                          | Peyo                | Peyo      |
| 1988                 | Les petits schtroumpfs                       | Los pitufos y los pitufitos                             | Peyo                | Peyo      |

Las nuevas entregas de la serie dejaron entonces de aparecer en la revista Spirou, pero en noviembre de 1989 se lanzó una nueva revista, Schtroumpf!, dirigida a los más pequeños.
| Publicación original | Título original                          | Título en español                        | Guionista | Dibujante |
| -------------------- | ---------------------------------------- | ---------------------------------------- | --------- | --------- |
| 12/1989              | L'Aéroschtroumpf                         | El aeropitufo                            | Peyo      | Peyo      |
| 1990                 | La Gourmandise chez les Schtroumpfs      | La glotonería de los pitufos             | Peyo      | Peyo      |
| 1990                 | Le Schtroumpfeur masqué                  | El Pitufador Enmascarado                 | Peyo      | Peyo      |
| 1990                 | Puppy et les Schtroumpfs                 | Puppy y los pitufos                      | Peyo      | Peyo      |
| 1990                 | Les Farces du Schtroumpf farceur         | Las bromas del Pitufo Bromista           | Peyo      | Peyo      |
| 1990                 | Le Petit Train des Schtroumpfs           | El tren de los pitufos                   | Peyo      | Peyo      |
| 5/1990               | L'Étrange Réveil du Schtroumpf paresseux | El extraño despertar del Pitufo Perezoso | Peyo      | Peyo      |
| 6/1990               | Le Schtroumpf et son dragon              | El pitufo y su dragón                    | Peyo      | Peyo      |
| 7/1990               | Les Schtroumpfs pompiers                 | Los pitufos bomberos                     | Peyo      | Peyo      |
| 8/1990               | Une taupe chez les Schtroumpfs           | Un topo entre los pitufos                | Peyo      | Peyo      |
| 1991                 | Le Schtroumpf financier                  | El pitufo financiero                     | Peyo      | Peyo      |

Tras la muerte de Peyo en 1992, la serie continuó con su hijo Thierry Culliford a cargo de los guiones:
| Publicación original | Título original                          | Título en español                       | Guionista                            | Dibujante                       |
| -------------------- | ---------------------------------------- | --------------------------------------- | ------------------------------------ | ------------------------------- |
| 11/1992              | Le Schtroumpfeur de bijoux               | El pitufador de joyas                   | Thierry Culliford, Luc Parthoens     | Alain Maury                     |
| 10/1996              | Docteur Schtroumpf                       | Doctor Pitufo                           | Thierry Culliford, Luc Parthoens     | Alain Maury                     |
| 11/1998              | Le Schtroumpf sauvage                    | El Pitufo salvaje                       | Thierry Culliford                    | Alain Maury                     |
| 11/2000              | La Menace schtroumpf                     | La amenaza pitufa                       | Thierry Culliford                    | Alain Maury                     |
| 11/2002              | On ne schtroumpfe pas le progrès         | El progreso no se pitufa                | Thierry Culliford, Philippe Delzenne | Ludo Borecki, Pascal Garray     |
| 11/2003              | Le Schtroumpf reporter                   | El Pitufo reportero                     | Thierry Culliford, Luc Parthoens     | Ludo Borecki                    |
| 01/2005              | Les Schtroumpfs joueurs                  | Los pitufos jugadores                   | Thierry Culliford, Luc Parthoens     | Ludo Borecki                    |
| 01/2006              | Salade de Schtroumpfs                    | Ensalada de pitufos                     | Thierry Culliford, Luc Parthoens     | Ludo Borecki, Jeroen De Coninck |
| 01/2007              | Un enfant chez les Schtroumpfs           | Un niño en la aldea de los Pitufos      | Thierry Culliford                    | Jeroen De Coninck               |
| 01/2008              | Les Schtroumpfs et le Livre qui dit tout | Los Pitufos y el libro que lo dice todo | Thierry Culliford, Alain Jost        | Pascal Garray                   |
| 04/2009              | Schtroumpf les Bains                     | Pitufos al agua                         | Thierry Culliford, Alain Jost        | Pascal Garray                   |
| 04/2010              | La Grande Schtroumpfette                 | La Gran Pitufina                        | Thierry Culliford, Alain Jost        | Pascal Garray                   |
| 04/2011              | Les Schtroumpfs et l’Arbre d’or          | Los Pitufos y el árbol de oro           | Alain Jost                           | Pascal Garray                   |
| 03/2012              | Les Schtroumpfs de l'ordre               | Los Pitufos del orden                   | Thierry Culliford, Alain Jost        | Jeroen De Coninck               |
| 04/2013              | Les Schtroumpfs à Pilulit                | Los Pitufos en Pilulit                  | Thierry Culliford, Alain Jost        | Pascal Garray                   |
| 04/2014              | Les Schtroumpfs et l'amour sorcier       | Los Pitufos y el amor brujo             | Thierry Culliford, Alain Jost        | Jeroen De Coninck               |
| 03/2015              | Schtroumpf le héros                      | El Pitufo Héroe                         | Thierry Culliford, Alain Jost        | Jeroen De Coninck               |
| 04/2016              | Les Schtroumpfs et le demi-génie         | Los Pitufos y el medio genio            | Thierry Culliford, Alain Jost        | Jeroen De Coninck               |
| 08/2017              | Les Schtroumpfs et les haricots mauves   | Los Pitufos y las judias malvas         | Thierry Culliford, Alain Jost        | Jeroen De Coninck               |
| 03/2018              | Les Schtroumpfs et le dragon du lac      |                                         | Thierry Culliford, Alain Jost        | Jeroen De Coninck               |
| 04/2019              | Les Schtroumpfs et la machine à rêver    |                                         | Thierry Culliford, Alain Jost        | Jeroen de Coninck               |

En España, sus historietas aparecieron traducidas al castellano en las revistas Strong (1969-1971), TBO (1974-1975), Zipi y Zape, Zipi y Zape Especial y Super Zipi y Zape (1979-1980), Pulgarcito (1981-1982) o Fuera Borda (1984-1985). En formato álbum han sido editados sucesivamente por Argos (1969-1971), Bruguera (1979-1983), Grijalbo (1983-1985), Ediciones B (1991-1992), Planeta-DeAgostini (2006-2007) y actualmente Norma. En Argentina, está siendo actualmente[¿cuándo?] publicada por Editorial Merci
En el año 2008, se organizaron diversos actos con motivo de su 50 aniversario, incluyendo una exposición retrospectiva en el Centro Belga de la BD con el título de L'Union fait la Schtroumpf.

## Argumento
Los pitufos constituyen una comunidad secreta de pequeños seres azules que viven en setas u hongos en lo profundo del bosque, durante el Medioevo. No usan nombres propios para tratarse entre sí, y tienen todos el mismo tamaño, apariencia y vestimenta (unos pantalones y un gorro frigio blanco, que son rojos solo para el Gran Pitufo o Papá Pitufo que los lidera), pero entre ellos sí que parecen distinguirse; a pesar de ello existe una serie de personajes recurrentes, que se distinguen por sus virtudes o defectos, por sus aficiones o por alguna otra peculiaridad, y son llamados por ella: tenemos así al Pitufo Gafotas (Pitufo Filósofo en Hispanoamérica), el Pitufo Bromista, el Pitufo Valiente, la Pitufina, el Pitufo Goloso, el Pitufo Gruñón, el Pitufo Manitas, el Pitufo Vanidoso, el Pitufo Poeta, el Pitufo Simple, el Pitufo Perezoso, el Pitufo Labrador, el Pitufo Deportista...
Su lengua entremezcla palabras humanas normales con la palabra «pitufo», usada tanto como nombre, como adjetivo (pitufado/a) o como verbo (pitufar), y que a los humanos suena siempre igual, pero que ellos parecen distinguir sin problemas; por ejemplo, en la historieta El País maldito (1964) un pitufo huye de su hogar para pedir ayuda a Johan y Pirlouit contra «un pitufo que pitufa pitufo», y se genera una discusión tratando de averiguar qué significaban estas palabras, que más tarde revelarían ser «un dragón que echa fuego».
En la mayoría de las historietas protagonizadas por ellos solos, sus enemigos recurrentes y encarnizados son el brujo Gargamel y su gato Azrael.

## Series de dibujos animados
Los Pitufos se afianzaron en la cultura pop norteamericana (y de allí a muchas otras partes del mundo) en 1981, cuando la serie de dibujos animados de los sábados por la mañana Los Pitufos, producida por Hanna-Barbera Productions en asociación con SEPP International S.A.R.L, se emitió en la NBC desde el 12 de septiembre de 1981 hasta el 2 de diciembre de 1989 (repeticiones hasta el 25 de agosto de 1990). La serie siguió emitiéndose en la cadena estadounidense hasta 1993, y en Cartoon Network hasta 2003. Los Pitufos se sigue emitiendo en el canal Boomerang en todo Estados Unidos. La serie se convirtió en un gran éxito para la NBC, generando especiales de televisión casi anuales. Los Pitufos fue nominada varias veces a los premios Emmy diurnos y ganó el premio a la mejor serie de entretenimiento infantil en 1982-1983. El programa de televisión de Los Pitufos disfrutó de un éxito continuado hasta 1990, cuando, tras casi una década de éxito, la NBC lo canceló debido al descenso de las audiencias y a los planes de ampliar su franquicia del programa matinal Today para crear una edición de los sábados, aunque no lo hicieron hasta 1992 (dos años después). El descenso de la audiencia se debió a que la cadena cambió el formato del programa, lo que dio lugar a que la última temporada presentara viajes en el tiempo regulares con solo unos pocos pitufos.
El sitio web IGN ubicó a Los Pitufos en la posición número 97 de mejores series animadas, llamándola «cocaína para niños» para las personas que crecieron durante los años 80.

### Los Pitufos(serie de 2021)
El 31 de agosto de 2017 se anunció que IMPS y Dupuis Audiovisuel trabajarían en la nueva serie de televisión de Los Pitufos con animación CGI. La serie estaba prevista para 2020 y es coproducida por Ketnet (Flandes), TF1 (Francia), KiKa (Alemania), OUFTIVI (Valonia), Peyo Productions y Dupuis Audiovisuel (la rama televisiva de la editorial de las historietas). La serie consiste en historias nuevas, no adaptaciones de historietas u otras historias antiguas.

## Ideología
La obra de Peyo ha suscitado interpretaciones ideológicas dispares, más o menos fundamentadas.
Les Schtroumpfs noirs (1959), por ejemplo, ha sido tachada de racista.
Se ha llegado a afirmar incluso que la misma sociedad pitufa, con su elogio del comunitarismo y el líder supremo, constituye una apología comunista . Según esta interpretación, Gargamel y Azrael serían una clara caricatura del judío y del capitalismo.
En 2011 el francés Antoine Buéno publicó El pequeño libro azul: análisis crítico y político de la sociedad de los pitufos, donde recoge estas ideas.
Lo que sí es indudablemente cierto es que Peyo reflejó su visión de lo que le rodeaba en Los pitufos, atreviéndose a retratar la división lingüística de su país en Schtroumpf vert et Vert Schtroumpf, ya en 1972.

## Adaptaciones a otros medios

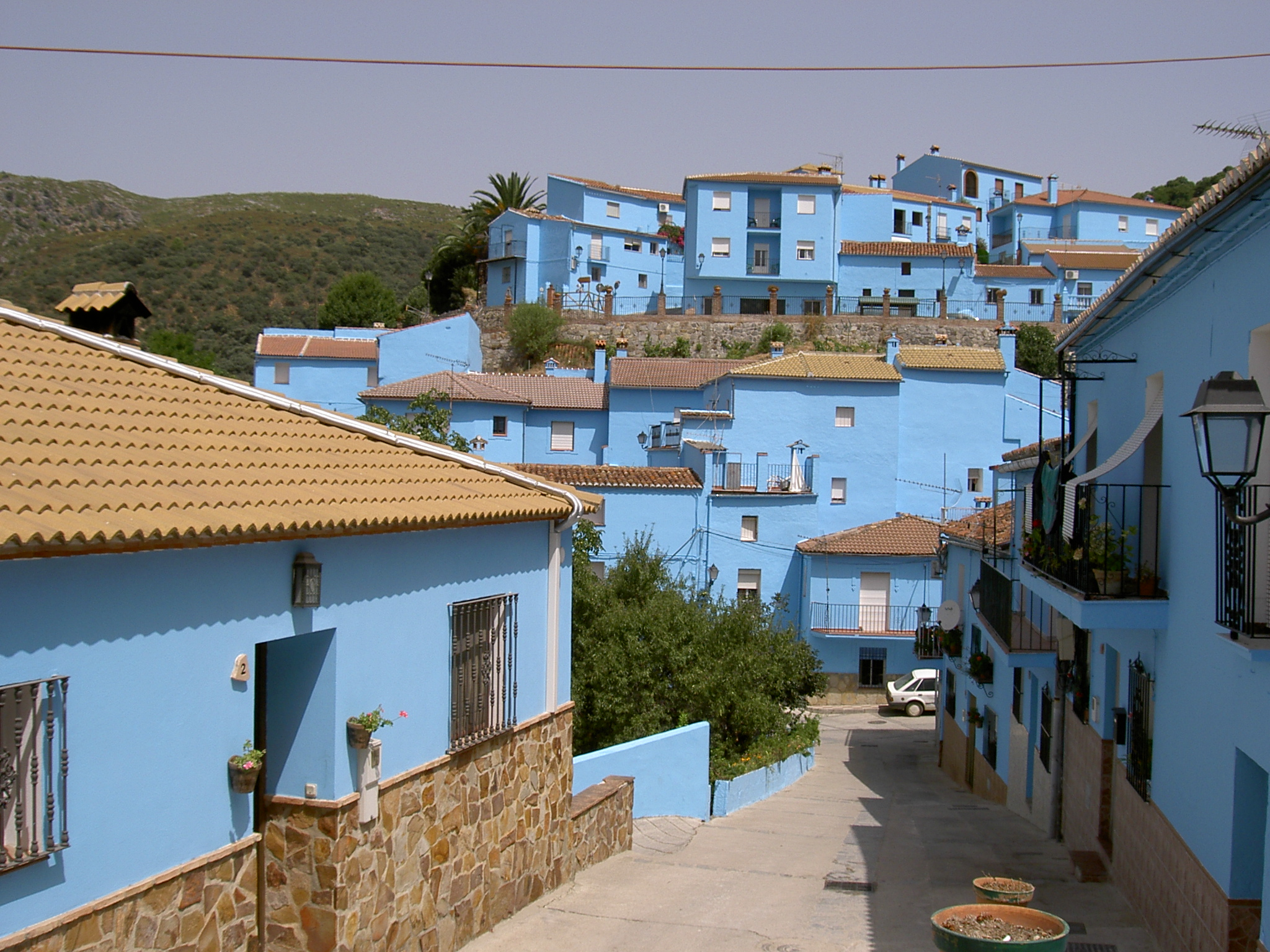
Vista de Júzcar, el «pueblo pitufo»

- Les Aventures des Schtroumpfs (Película - 1965): En 1965 los pitufos cobraron vida en una película belga, Les aventures des Schtroumpfs, con guiones de Yvan Delporte y el propio Peyo, que cosechó un gran éxito a nivel local.[23]

- Los Pitufos (TV - 1981-1989): Hanna-Barbera produjo entre 1981 y 1990 una serie de televisión, Los Pitufos (The Smurfs en el original estadounidense), una de las más extensas realizadas por este estudio de animación y una de las series animadas estadounidenses de las que más episodios se han realizado, siendo solo superada, entre otras, por Los Picapiedra, Scooby Doo, Los Simpson y Arthur.

- En los años 80 el cantante neerlandés Pierre Kartner «Padre Abraham» sacó canciones en español y otros idiomas sobre estos personajes. Con aspecto de rabino salía al escenario acompañado de marionetas con forma de pitufos e interpretaba con ellos diálogos musicales. En España se editó algún disco. En México se editan Ring ring, El gran libro de los juegos pitufos, La Navidad de los pitufos por el sello Helix.

- En 2011 se estrenó Los Pitufos, una nueva película que combina la imagen real con los personajes generados por ordenador. Para promocionarla, el pueblo malagueño de Júzcar pintó de azul todas sus casas, manteniéndolas así desde entonces por consulta popular.[33]

- En 2013 se estrenó la película Los Pitufos 2, una película en 3D que fue lanzada el día jueves 1 de agosto de 2013. Es una secuela de la película de 2011 Los Pitufos, producida por Sony Pictures Animation y distribuida por Columbia Pictures y basada en la serie de historietas homónima creada por Peyo en 1958.

- En 2017 se estrenó la película de Los Pitufos, una película completamente animada bajo el título Smurfs: The Lost Village también es producida por Sony Pictures Animation y distribuida por Columbia Pictures.[34][35]

- En 2021 se estrenó una nueva serie de televisión en 3D que también contó con las Pitufas de la película animada: La Aldea Perdida cuya serie se estrenó en Nickelodeon y Clan TVE [36][37] a partir de septiembre de 2021.[38][39]
- En 2025 se estrenó una nueva película, Pitufos, combinando elementos de animación 2D con escenarios reales.